# Paweł Mrozowicki (podstarości lwowski)
Paweł Mrozowicki herbu Prus III (ur. ok. 1645, zm. przed 12 sierpnia 1697) – sędzia ziemski halicki, sędzia kapturowy ziemi halickiej, pisarz ziemski halicki, podstarości lwowski, notariusz ziemski halicki, sędzia grodzki lwowski, pisarz grodzki żydaczowski, komornik graniczny żydaczowski i lwowski, deputat na Trybunały Koronne, elektor 1669 i 1674.

## Życiorys
Syn Jerzego, sekretarza królewskiego i pisarza ziemskiego halickiego oraz Jadwigi z Oleśnickich herbu Radwan, sędzianki bełskiej, urodził się około 1645 roku. Po raz pierwszy wzmiankowany jest w 1665 roku, kiedy to wytoczył sprawę przeciwko Albertowi Majdeszewiczowi w sądzie ławniczym we Lwowie. W działalność publiczną był zaangażowany od wczesnej młodości, poświęciwszy się, podobnie jak ojciec, karierze sądowniczej, którą zaczął jako komornik graniczny halicki, następnie został komornikiem granicznym żydaczowskim, a 10 marca 1674 roku komornikiem granicznym lwowskim, którym był co najmniej do stycznia 1685 roku. Wziął udział w elekcji Michała Korybuta Wiśniowieckiego w 1669 roku z ziemią halicką. oraz Jana III Sobieskiego w 1674 roku z województwem ruskim i podpisał z nim suffragia.
W 1679 roku został pisarzem grodzkim żydaczowskim, w tymże roku był też jednym z kandydatów na urząd podsędka ziemskiego halickiego, ale nominację uzyskał wówczas Aleksander Kurdwanowski.
Z upoważnienia królewskiego rozsądzał sprawy Żydów, którzy bardzo często protestowali przeciwko wyrokom sądowym. W 1684 roku był marszałkiem sejmiku ziemi halickiej, a w 1685 roku został pisarzem ziemskim halickim i deputatem na Trybunał Koronny w Piotrkowie i Lublinie. Z nominacji Adama Mikołaja Sieniawskiego w 1687 roku został podstarostą lwowskim (przysięgę złożył 5 kwietnia 1687 roku), którym był przez dziesięć lat aż do śmierci w 1697 roku. W 1695 roku został notariuszem ziemskim halickim i sędzią grodzkim lwowskim. Razem z bratem Janem Franciszkiem 22 stycznia tego roku podpisał we Lwowie protest szlachty ruskiej z powodu zerwanego dwa dni wcześniej sejmiku wiszeńskiego przedsejmowego.
11 września 1684 roku był marszałkiem sejmiku ziemi halickiej „electionis deputata” na Trybunał Koronny. W następnym roku sejmik halicki postanowił „…jednostajnymi głosami nemine contradicente za sędziego ziemi naszej i deputata do Trybunału głównego koronnego blisko w Piotrkowie następującego, a za tem w Lublinie kończącego, obraliśmy i postanowili Imć p. Pawła Mrozowickiego, pisarza ziemi halickiej, któremu aby liberae electionis publica wydana była atestacja IMci p. marszałkowi koła naszego zlecamy i onego w tem obligamus”. 28 listopada 1689 roku sejmik halicki powierzył jemu sprawdzenie rozliczenia z przeszłych podatków i rachunków.
Po Krzysztofie Skarbku, który został kasztelanem halickim, najpóźniej w 1696 roku otrzymał nominację na sędziego ziemskiego halickiego. 20 lipca 1696 roku wziął udział w konfederacji ziemian halickich, gdzie został powołany na sędziego kapturowego ziemi halickiej. 12 sierpnia 1697 roku już nie żył.
Ożenił się z Katarzyną Kochańską herbu Rola, która 29 czerwca 1687 roku była w Żółkwi matką chrzestną, w parze z Wiktorynem Sobieskim, nieznanego z imienia Żyda. Pozostawił dzieci: Andrzeja, Michała, księdza, kanonika lwowskiego, Ludwikę zamężną 1v. za Tomaszem Dydyńskim herbu Gozdawa, 2v. za Stanisławem Rosnowskim herbu Ogończyk oraz Annę Barbarę. Z drugą żoną, Eleonorą N, miał córkę o takim samym imieniu, która była ochrzczona 20 kwietnia 1695 w katedrze łacińskiej we Lwowie.

## Wywód przodków
| 4. Jan Mrozowicki        |  |                      |  |  |                     |
|                          |  | 2. Jerzy Mrozowicki  |  |  |                     |
| 5. Zofia Raszowska       |  |                      |  |  |                     |
|                          |  |                      |  |  | 1. Paweł Mrozowicki |
| 6. Łukasz Oleśnicki      |  |                      |  |  |                     |
|                          |  | 3. Jadwiga Oleśnicka |  |  |                     |
| 7. Katarzyna Podfilipska |  |                      |  |  |                     |
|                          |  |                      |  |  |                     |